# 穆亞河
穆亞河是俄羅斯的河流，屬於維季姆河的左支流，位於布里亞特共和國北部，河道全長315公里，流域面積約11,900平方公里，河水主要來自雨水，是鮭魚的棲息地。
55°49′32″N 112°34′52″E / 55.82556°N 112.58111°E